# Zusters Trung
De zusters Trung (circa 12 - 43 na Christus), in het Vietnamees "Hai Bà Trưng", waren twee vrouwen die Vietnam gedurende drie jaar regeerden, nadat zij in opstand waren gekomen tegen de Chinese Han-dynastie. De zusters heetten Trưng Trắc en Trưng Nhị en werden geboren in de Chinese provincie Jiaozhi. Tegenwoordig staan ze bekend als nationale helden van Vietnam. Toen de Vietnamese bevolking werd gedwongen zich aan te passen aan de Chinese cultuur, weerden de zusters een aanval op hun dorp af, waarna zij een groot leger opstelden, voor het grootste deel bestaande uit vrouwen. Binnen enkele maanden veroverden de zusters tientallen burchten, totdat zij heel Vietnam hadden bevrijd. Kort nadien werden de zusters uitgeroepen tot Koninginnen van Vietnam. 
Drie jaar lang konden de zusters Chinese aanvallen op hun land afweren, maar uiteindelijk werden ze verslagen door de Chinese generaal Ma Yuan, een veteraan. Nadat ze verslagen waren in een veldslag, stierven de zusters. Verschillende bronnen citeren hun dood als zelfmoord door verdrinking, "verdwijning in de lucht" of gewoon dood in de veldslag zelf.